# Дом Подстанции
Дом Подстанции — упразднённый в 1998 году населённый пункт в Кирово-Чепецком районе Кировской области России. На момент упразднения входил в состав Просницкого сельского округа. На 2021 год находится фактически на окраине посёлка при станции Просница.

## География
Находится в центральной части региона, в подзоне южной тайги.

### Географическое положение
- ж/д каз. 1002 км (→ 0.1 км)
- д. Васькинцы (↓ 0.3 км)
- железнодорожная водокачка № 1 (↖ 0.5 км)
- д. Лучники (↘ 0.7 км)
- ж/д ст. Просница (→ 0.9 км)
- д. Погудинцы (↘ 1.1 км)
- д. Тюлькинцы (↗ 1.7 км)
- д. Макаровцы (↘ 2.1 км)
- ж/д буд. 1003 км (→ 2.2 км)
- д. Миловцы (↘ 2.3 км)
- д. Родыгинцы (↘ 2.6 км)
- д. Сметанники (→ 2.8 км)

### Климат
Климат, как и во всём районе, характеризуется как континентальный, с продолжительной холодной многоснежной зимой и умеренно тёплым коротким летом. Среднегодовая температура — 1,3 — 1,4 °C. Средняя температура воздуха самого холодного месяца (января) составляет −14,4 — −14,3 °C (абсолютный минимум — −35 °С); самого тёплого месяца (июля) — 17,6 — 17,8 °C (абсолютный максимум — 35 °С). Безморозный период длится в течение 114—122 дней. Годовое количество атмосферных осадков — 500—700 мм, из которых около 70 % выпадает в тёплый период. Снежный покров устанавливается в середине ноября и держится 160—170 дней

## Топоним
Подстанция (1978).

## История
Упоминается	в справочнике «Административно-территориальное деление Кировской области на 1 июня 1978 г.» как деревня Подстанция Долгановского сельсовета, в 1 км от центра сельсовета.
В 1998 году исключён из учётных данных.

## Население
Согласно Всесоюзной переписи населения 1989 года проживали 11 человек, из них 6 мужчин, 5 женщин (Итоги Всесоюзной переписи населения 1989 года по Кировской области [Текст] : сб. Т. 3. Сельские населенные пункты / Госкомстат РСФСР, Киров. обл. упр. статистики. — Киров:, 1990. — 236 с. — С. 76).

## Инфраструктура
Электрическая подстанция «Просница».

## Транспорт
Доступна автомобильным и железнодорожным транспортом.